# Icy Tower
 (décembre 2014).
Si vous disposez d'ouvrages ou d'articles de référence ou si vous connaissez des sites web de qualité traitant du thème abordé ici, merci de compléter l'article en donnant les références utiles à sa vérifiabilité et en les liant à la section « Notes et références ».
Icy Tower est un jeu de plates-formes gratuit développé par Free Lunch Design.
Le joueur contrôle un personnage nommé Harold the Homeboy dont l'objectif est de grimper une tour le plus haut possible en sautant d'étage en étage, à une vitesse minimale imposée par la montée du bas de l'écran.
Les étages sautés rapportent des points, et des enchaînements (combos) permettent de gagner des bonus.
Icy Tower est un jeu addictif : il doit principalement son succès à la frustration provoquée par un record manqué et à l'existence d'une communauté active autour d'un classement permanent des meilleurs joueurs et de tournois réguliers.

## Système de jeu
Le joueur débute au niveau du sol.
Il peut se déplacer horizontalement en courant au sol ou sur les plates-formes et sauter.
Plus il se déplace vite, plus ses sauts sont hauts, ce qui lui permet d'accéder à des plates-formes plus distantes, de sauter plusieurs étages d'un coup (jusqu'à cinq) et de faire des combos.
Lorsqu'il change de direction, il perd sa vitesse, sauf s'il le fait en rebondissant sur l'un des murs latéraux, ce qui lui permet de réaliser des enchaînements de grands sauts rapidement.
Dès que le joueur a atteint le cinquième étage ou saute plus haut que le quatrième étage, la vue commence à monter automatiquement.
Il doit alors monter les étages assez vite pour ne pas être rattrapé par le bas l'écran, ce qui signerait la fin de la partie.
Toute chute jusqu'en bas de l'écran termine également le jeu.
Une horloge est présente sur la gauche de l'écran de jeu.
Lorsque son aiguille effectue un tour complet (toutes les trente secondes), une sonnerie retentit, et la vitesse de défilement de l'écran s'accélère, forçant le joueur à augmenter son allure.
Après la cinquième sonnerie, l'horloge s'affole et la vitesse de défilement n'évolue plus.
La taille des plates-formes diminue suivant la hauteur atteinte par le joueur.
Très larges du sol au 100e étage, elles deviennent de plus en plus étroites à partir de celui-ci.
Elles atteignent leur taille minimale à partir du 1 500e étage.
Le positionnement des plates-formes est aléatoire et change à chaque nouvelle partie.
Une plate-forme plus large (de la largeur de l'écran) marque tous les multiples de 100 étages.
Chaque étage sauté rapporte des points et les combos rapportent des bonus.
La hauteur de la tour est infinie, il n'est donc pas possible de la gravir jusqu'en haut.

## Historique

### XJump

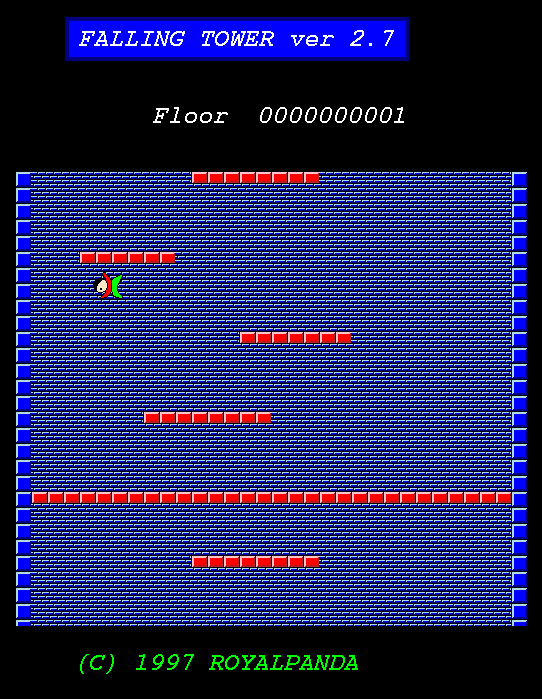
Capture d'écran de XJump

Icy Tower reprend le concept de XJump (également appelé Falling Tower), un jeu développé par Tatsuya Kudoh et Masato Taruishi pour GNU/Linux en 1997.

### Version 1.0
Publiée le 22 décembre 2001, c'est la première version publique du jeu.

### Version 1.1
Publiée le 11 janvier 2002, cette version introduit l'enregistrement des scores. Cela provoque les premiers concours ; l'envoi du fichier de scores permettant de prouver les exploits des joueurs.

### Version 1.2
Publiée le 11 octobre 2003, cette version lance l'essor de la communauté d'Icy Tower en intégrant la fonctionnalité d'enregistrement des parties.
L'étage le plus haut et le plus long combo sont désormais enregistrés.
Les classements et les tournois fleurissent, puisque chacun peut désormais montrer ses meilleures parties et prouver son niveau aux autres joueurs.
De nouvelles récompenses font leur apparition : Fantastic, Splendid et No Way viennent gratifier les joueurs dépassant les combos de respectivement 100, 140 et 200 étages, tandis que Super vient s'intercaler entre Great et Wow à 25 étages.
De nouveaux types de plates-formes apparaissent : à partir du 900e étage, ils deviennent arc-en-ciel.

### Version 1.3
Publiée le 6 septembre 2005, cette version modifie sensiblement le jeu en diminuant légèrement la vitesse à laquelle Harold retombe sur les plates-formes.
Cela rend le jeu beaucoup plus difficile au-delà du millième étage, et les records évoluent moins vite à partir de cette version.
Au-delà du millième étage, les plates-formes arc-en-ciel deviennent transparentes (on ne voit plus que le contour), et leur taille diminue significativement, augmentant encore la difficulté.
La visualisation des parties enregistrées peut désormais être accélérée, mais les enregistrements réalisés avec la version 1.2 sont incompatibles avec cette version.

### Version 1.4
Publiée le 3 juin 2009, soit près de quatre ans après la version précédente, cette nouvelle version introduit de nombreuses améliorations.
Chaque joueur dispose désormais d'un profil auquel sont associés ses différents records et des statistiques sur ses différentes parties (score moyen, temps de jeu total, score total...).
Chaque profil se voit associer un rang.
De nouveaux classements font leur apparition, à la suite de demandes répétées de la communauté :
- Nombre de sauts successifs sans combo (Débutant, NML)
- Nombre de sauts successifs d'un étage (Débutant ultime, UNML, JC1))
- Nombre de sauts successifs d'un certain nombre d'étages (JC2, JC3, JC4, JC5)
- Nombre d'étages à un temps donné (CC1, CC2, CC3, CC4 et CC5)
- Plus long combo manqué (FML) (avec une chute avant que la jauge ne retombe à 0)

## Clones et portages

### Icy Tower Mobile
Annoncé le 14 mars 2007 et publié le 6 octobre 2008, Icy Tower Mobile est le portage officiel (et commercial) d'Icy Tower pour les téléphones mobiles.
Réalisé par Xendex Entertainment et diffusé par Hands-On Mobile, cette version diffère sensiblement du jeu d'origine, du fait des limitations techniques de ce type de plate-forme.

### Lua Icy Tower pourPlayStation Portable
Lua Icy Tower est un clone d'Icy Tower développé en Lua pour la PlayStation Portable (avec Lua Player), lors d'un concours de programmation et publié le 26 décembre 2006 .
Son auteur n'a aucun lien avec Free Lunch Design.

### Icy Tower pourNintendo DS
Un portage non officiel d'Icy Tower sur la Nintendo DS a été annoncé le 22 décembre 2008. Son auteur n'a aucun lien avec Free Lunch Design.

### Icy Tower3D
Parmi les innovations les plus souvent demandées à Johan Peitz se trouvent une version en trois dimensions d'Icy Tower et un mode multijoueur. Icy Tower 3D est un clone d'Icy Tower proposant ces deux innovations et annoncé le 5 août 2009. Son auteur n'a aucun lien avec Free Lunch Design.

## Musique
Le thème musical accompagnant le menu principal du jeu et joué au kazoo est une réalisation d'Anders Svensson, basée sur l'air de I Am a Man of Constant Sorrow, un titre des Soggy Bottom Boys dans la bande originale du film O'Brother de Joel Cohen.